# Ulim

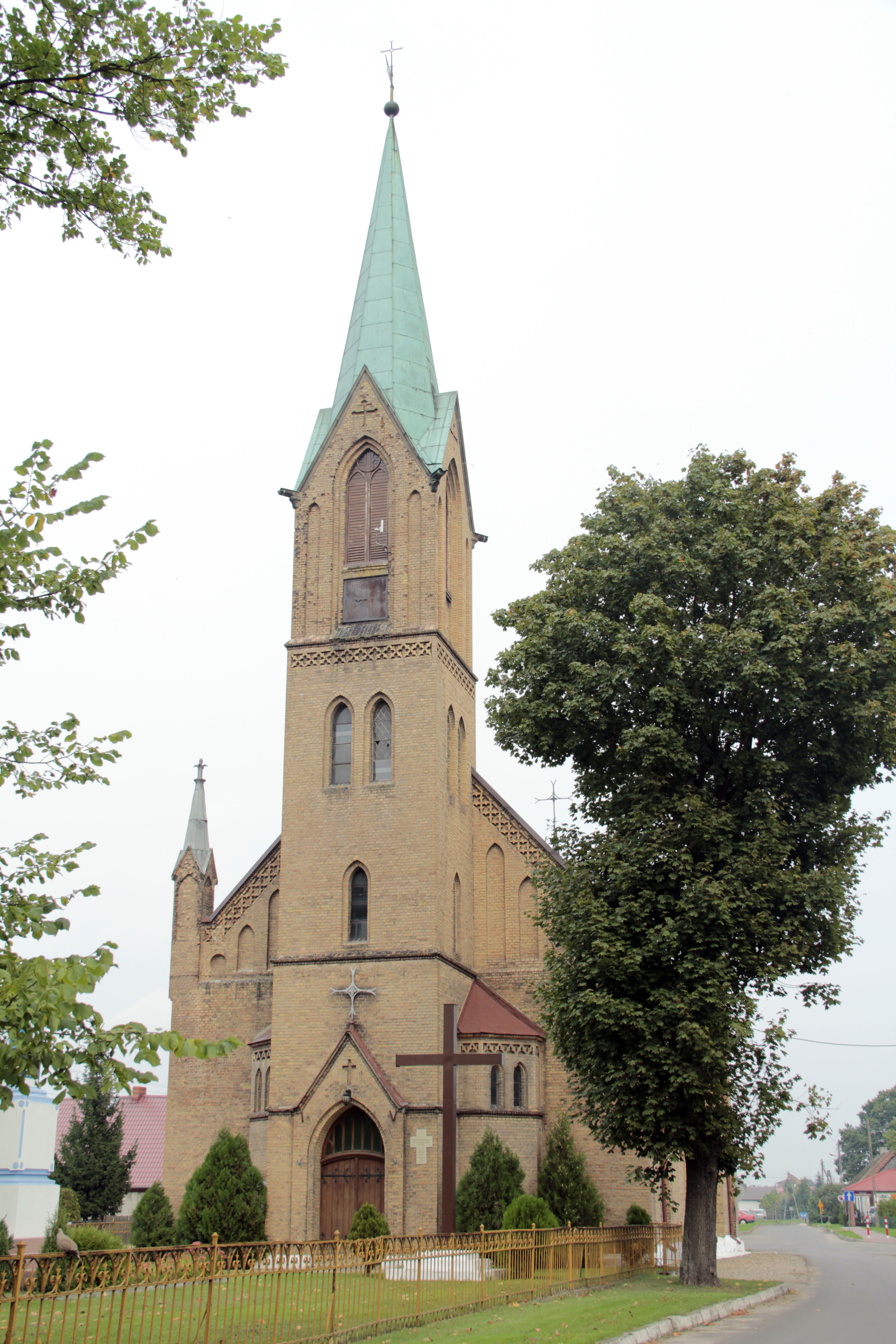
Evangelische Dorfkirche

Ulim (deutsch Eulam) ist ein Dorf in der Landgemeinde Deszczno (Dechsel) im Powiat Gorzowski (Landsberger Kreis) der polnischen Woiwodschaft Lebus.

## Geographische Lage
Das Dorf Ulim (Eulam) liegt in der Neumark auf der linken Seite der Warthe, etwa sieben Kilometer westlich des Dorfs Deszczno (Dechsel) und sechs Kilometer südlich der Stadt Gorzów Wielkopolski (Landsberg an der Warthe).

## Geschichte
Im Jahr 1325 wurde das Dorf Ulem unter der Regierung von Markgraf  Ludwig von Wittelsbach der Stadt Landsberg an der Warthe übereignet. Das Dorf  scheint noch im selben Jahrhundert wieder abgetreten worden zu sein, denn im Jahr 1363 verkauft die Familie Jagow auf Zantoch das Dorf Vlamb dem Rat der Stadt Neuen Landesbergk.  Seither blieb es ein Eigentumsdorf der Stadt. Noch 1608 war der Ortsname Vlamb gebräuchlich.
Im 19. Jahrhundert umfasste die Gemarkung der Ortschaft  ein Areal von über 1.400 Morgen. Die Haupteinnahmequellen der Dorfbewohner stammten aus  der Land- und Forstwirtschaft. Im Jahr 1858 gab es in Eulam  49 Wohnhäuser und eine Seidenraupenzucht. Wie auch in Nachbardörfern war das Züchten von Seidenraupen von Dorfschullehrern begonnen worden.
Bis 1945 gehörte Eulam  zum Landkreis Landsberg (Warthe) im brandenburgischen Regierungsbezirk Frankfurt des Deutschen Reichs.
Gegen Ende des Zweiten Weltkriegs wurde die Region im Frühjahr 1945 von der Roten Armee besetzt. Bald darauf wurde Eulam unter polnische Verwaltung gestellt. Es zogen nun Polen in Eulam ein. In der Folgezeit wurden die eingesessenen Dorfbewohner vertrieben. Das deutsche Dorf Eulam wurde in Ulim umbenannt.

## Einwohnerzahlen
- 1840: 325[4]
- 1858: 392[2]
- 1933: 502[5]
- 1939: 451[5]
- 2010: 470[1]

## Sehenswürdigkeiten
- 1876 erbaute evangelische Dorfkirche; sie wurde nach 1945 enteignet und von der polnischen katholischen Kirche dem Heiligen Andreas Bobola geweiht.[6]

## Sohn des Ortes
- Gustav Emil Prüfer (1805–1861), Architekt